# Leptosteges pulverulenta
Leptosteges pulverulenta là một loài bướm đêm trong họ Crambidae.